# Baura
Baura è una frazione di Ferrara di circa 1 000 abitanti nella Circoscrizione 4 e che dista dalla città circa 8 chilometri. Si trova a metà della tangenziale Est che collega Cona con Copparo passando per via Pomposa, ed è collegata a Ferrara tramite via Pontegradella.

## Storia
Le origini di Baura risalgono al 1117 quando venne eretta la chiesa parrocchiale, ricostruita nel 1947 in seguito ai bombardamenti bellici. Negli Statua Ferrariae del 1287 si fa riferimento al termine "boaria" il cui significato in epoca medioevale rimanda all'allevamento di bestiame sparso nei campi e da cui si suppone derivi l'attuale nome del borgo.
Oltre ad alcune ville signorili del XVII secolo sparse per il territorio, a Baura si trova l'antica Prepositura di Pomposa, chiamata Il Palazzone, risalente all'XI secolo e appartenente ai territori dell'Abbazia di Pomposa. Del 1857 è invece l'idrovoro di Baura che è stato affiancato di recente da una nuova struttura moderna: i due impianti rappresentano alcune delle strutture principali sulle quali poggia la stabilità del Consorzio di Bonifica I Circondario Polesine di Ferrara il cui territorio si estende fra il Panaro, il Po e il Po di Volano.